# Tetramesa occidentale
Tetramesa occidentale är en stekelart som först beskrevs av Phillips och Carlo Emery 1919.  Tetramesa occidentale ingår i släktet Tetramesa och familjen kragglanssteklar. Inga underarter finns listade i Catalogue of Life.